# Sestriere
Sestriere (francosko Sestrières) je alpska vas v Italiji in spada pod mestno občino Torina. Nahaja se na 2035 m nadmorske višine in ima 838 prebivalcev. Oddaljena je 17 km od francoske meje in je gostovala alpsko smučanje na zimskih olimpijskih igrah 2006. Znana je tudi po številnih slalomskih tekmovanjih, je ena izmed najbolj obiskanih smučarski središč ter štartna in ciljna točka na Tour de France in Giru d'Italia.